# Mémoire déclarative
La mémoire déclarative, aussi appelée parfois mémoire explicite, concerne le stockage et la récupération de données qu'un individu peut faire émerger consciemment puis exprimer par le langage. Elle est responsable de la mémorisation de toutes les informations sous forme verbale, c'est-à-dire celles que l'on peut exprimer avec notre langage. Elle est complémentaire de la mémoire procédurale qui permet l'acquisition et l'utilisation de compétences motrices, telles que faire du vélo ou pratiquer un sport.
Il existe deux types de mémoire déclarative :
- la mémoire sémantique : mémoire des faits et des concepts théoriques qui n'a pas de lien avec le temps et l'espace (exemple : savoir qu'une pomme est un « fruit ») ;
- la mémoire épisodique : mémoire grâce à laquelle on se souvient des événements vécus avec leur contexte (date, lieu, état émotionnel).